# Arthur George
Arthur Thomas George, nacido como Athanasios Theodore Tzortzatos (Sídney, 17 de enero de 1915-4 de septiembre de 2013), fue un abogado australiano y el administrador de la asociación de fútbol.

## Biografía
George nació en Sídney, Australia, sus padres eran de ascendencia griega y fue educado en la Escuela Pública de Kensington. Más tarde asistió a Sydney Boys High School 1928-1937 antes de tomar la prueba de admisión de la Junta abogados y ser admitido como abogado en el año 1938.

### Fútbol
George fue Presidente de la Federación Australiana de Fútbol entre 1969 y 1988. Fue nombrado miembro del Comité Ejecutivo de la FIFA en 1980.

### Honores
George fue nombrado caballero en 1972 en reconocimiento de servicio a la comunidad australiana/griega. Fue nombrado Oficial de la Orden de Australia en 1987 en reconocimiento de servicio a la comunidad y a la educación. Fue galardonado con la Medalla Centenaria en 2001 para servir a la sociedad australiana a través de la ley, la educación y el deporte.